# Dème de Gortynie
Pour les articles homonymes, voir Gortyne (homonymie).
Ne doit pas être confondu avec le dème de Gortyne en Crète.
Le dème de Gortynie (en grec moderne Δήμος Γορτυνίας (Dímos Gortynías)) est une municipalité du district régional d'Arcadie, dans la périphérie du Péloponnèse, en Grèce. Son siège est la localité de Dimitsána.

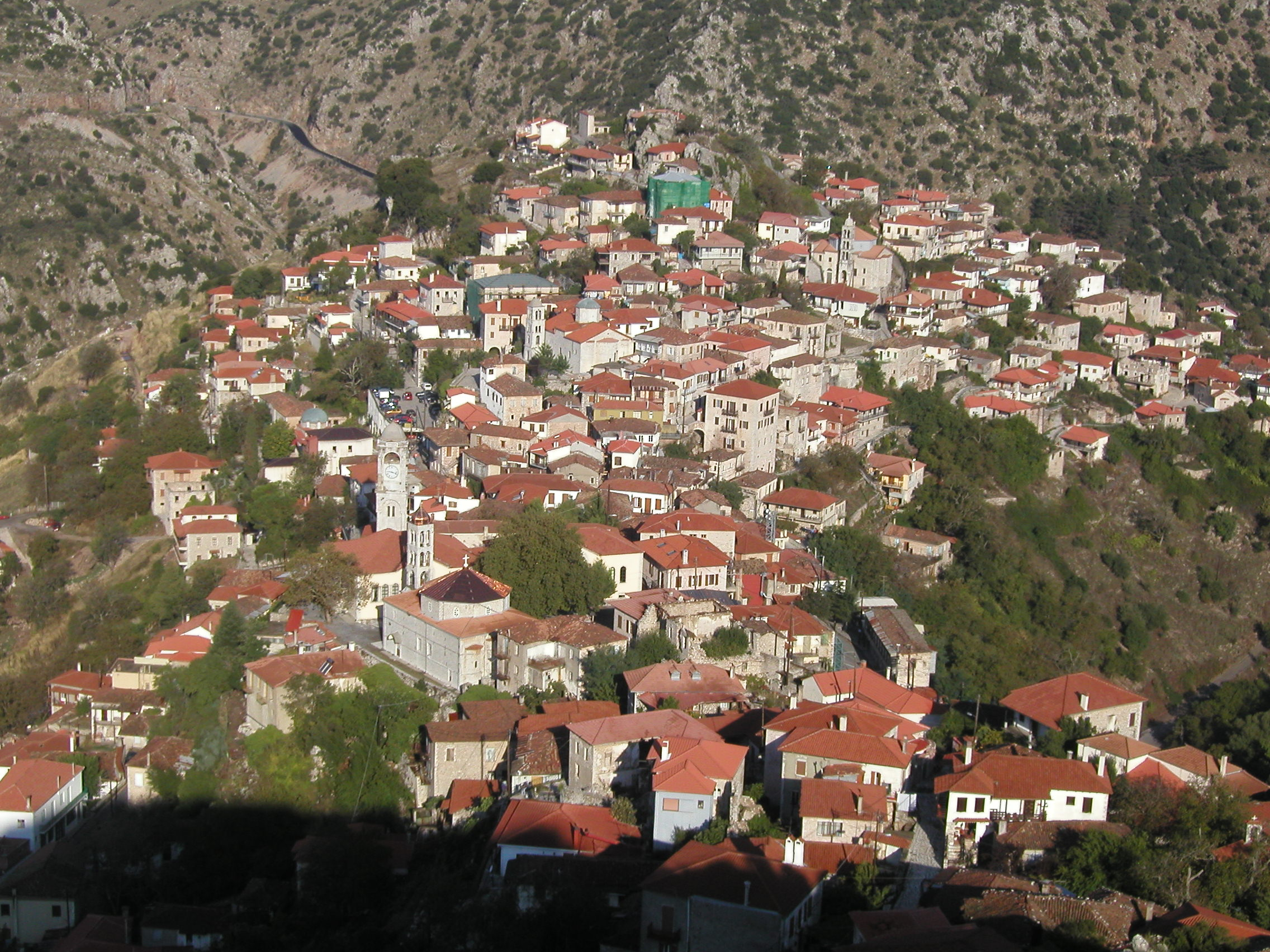
Vue aérienne de Dimitsana, siège de la commune

Il a été créé en 2010 dans le cadre du programme Kallikratis, par la fusion des anciens dèmes de Dimitsána, d'Héraia, de Klítor, de Kondovázena, de Langádia, de Trikóloni, de Trópea et de Vytína. Son territoire correspond en partie à celui de l'ancienne province de Gortynie, sans l'ancien dème de Gortyne qui est maintenant un district municipal du dème de Mégalopolis.
Il tient son nom de la cité antique de Gortyne.